# Horezu
Horezu este un oraș în județul Vâlcea, Oltenia, România, format din localitatea componentă Horezu (reședința), și din satele Ifrimești, Râmești, Romanii de Jos, Romanii de Sus, Tănăsești și Urșani.

## Istoric
Descoperirile făcute în urma cercetărilor arheologice din zona,, Ferigile de lângă Horezu au scos la iveală mărturii arheologice din secolele al IX-lea și al XIIl-lea privind localizarea unor așezări umane. 
De menționat faptul că ,,regiunea subcarpatică a actualei zone Horezu a făcut parte din
,, Cnezatul lui Farcaș, menționat documentar prin
,, Diploma regelui Bela al IV-lea al Ungariei.
Dezvoltarea așezărilor horezene este legată de traseele de transhumanță, de drumurile haiducilor care traversau zona, precum și de drumul sării care
,, pornea de la Ocnele Mari, trecea prin Pietrarii de Jos și din Horezu continua către Slătioara și ajungea la Cernești".
Localitate, astăzi orașul Horezu, este atestat documentar într-un hristov aparținând domnitorului Vlad Călugărul din anul 1487, care pomenea de ,, satul Hurez.
Denumirea actuală provine de la numele de ,, ciuhurez" (huhurez), pasăre asemănătoare bufniței care populează pădurile din jur. Numele de ,, Hurezi a aparținut inițial actualei localități componente
,, Romanii de Jos, pe valea râului cu același nume, despre care se fac mențiuni documentare în secolul XV-lea. La sfârșitul secolului al XVII-lea este menționată documentar cifra de 100 de locuitori ,, rumâni în satul
,, Romanii de Jos.

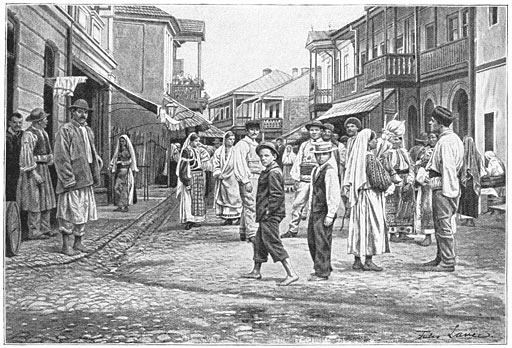
Strada principală din târgul Horezu în perioada interbelică

Aici, la ,, Romanii de Jos domnul martir Constantin Brâncoveanu, construiește o mănăstire care reprezintă ,, o sinteză a artei și măiestriei poporului român până în acel timp, mănăstirea Horezu, construcție care s-a făcut între anii 1690-1693. A târnosit-o la 8 septembrie 1693.
Cu timpul, vatra satului se mută peste deal la circa 2 km, probabil datorită faptului că traseele de transhumanță, cât și celelalte drumuri se intersectau în acel loc. Era deci un loc prielnic dezvoltării unui târg, unde oamenii din zonă puteau proceda la diferite schimburi comerciale. Oierii vindeau lână și brânză, cumpărau cereale și produse de băcănie. Olarii vindeau produse ceramice necesare în gospodăriile rurale și-și luau hrană.
Târgul ceramicii românești la Horezu este organizat începând cu anul 1971.
Cocoșul de Hurez, ca motiv popular, este simbolul depresiunii Horezu și reprezintă trezirea la viață a țăranului român.

## Atracții turistice
Din punct de vedere turistic Horezu atrage anual mulți turiști. Principalele atracții turistice ale zonei sunt:
- Ceramica de Horezu
- Mănăstirea Horezu, sit aflat în Patrimoniul Mondial UNESCO
- Cheile Bistriței Vâlcene și Cheile Oltețului
- Parcul Național Buila-Vânturarița
- Podul Istoric peste Luncavăț

## Demografie
Componența etnică a orașului Horezu
     Români (94,08%)
     Romi (1,62%)
     Alte etnii (0,03%)
     Necunoscută (4,27%)
Componența confesională a orașului Horezu
     Ortodocși (94,87%)
     Alte religii (0,46%)
     Necunoscută (4,67%)
Conform recensământului efectuat în 2021, populația orașului Horezu se ridică la 6.467 de locuitori, în creștere față de recensământul anterior din 2011, când fuseseră înregistrați 6.263 de locuitori. Majoritatea locuitorilor sunt români (94,08%), cu o minoritate de romi (1,62%), iar pentru 4,27% nu se cunoaște apartenența etnică. Din punct de vedere confesional, majoritatea locuitorilor sunt ortodocși (94,87%), iar pentru 4,67% nu se cunoaște apartenența confesională.
|  | Graficele sunt indisponibile din cauza unor probleme tehnice. Mai multe informații se găsesc la Phabricator și la wiki-ul MediaWiki. |

Date: Recensăminte sau birourile de statistică - grafică realizată de Wikipedia

## Politică și administrație
Orașul Horezu este administrat de un primar și un consiliu local compus din 15 consilieri. Primarul, Nicolae Sărdărescu[*], de la Partidul Social Democrat, este în funcție din 2016. Începând cu alegerile locale din 2024, consiliul local are următoarea componență pe partide politice:
|  | Partid                          | Consilieri | Componența Consiliului | Componența Consiliului | Componența Consiliului | Componența Consiliului | Componența Consiliului | Componența Consiliului | Componența Consiliului |
|  | ------------------------------- | ---------- | ---------------------- | ---------------------- | ---------------------- | ---------------------- | ---------------------- | ---------------------- | ---------------------- |
|  | Partidul Social Democrat        | 7          |                        |                        |                        |                        |                        |                        |                        |
|  | Partidul Național Liberal       | 3          |                        |                        |                        |                        |                        |                        |                        |
|  | Alianța Dreapta Unită           | 3          |                        |                        |                        |                        |                        |                        |                        |
|  | Alianța pentru Unirea Românilor | 2          |                        |                        |                        |                        |                        |                        |                        |

## Galerie de imagini

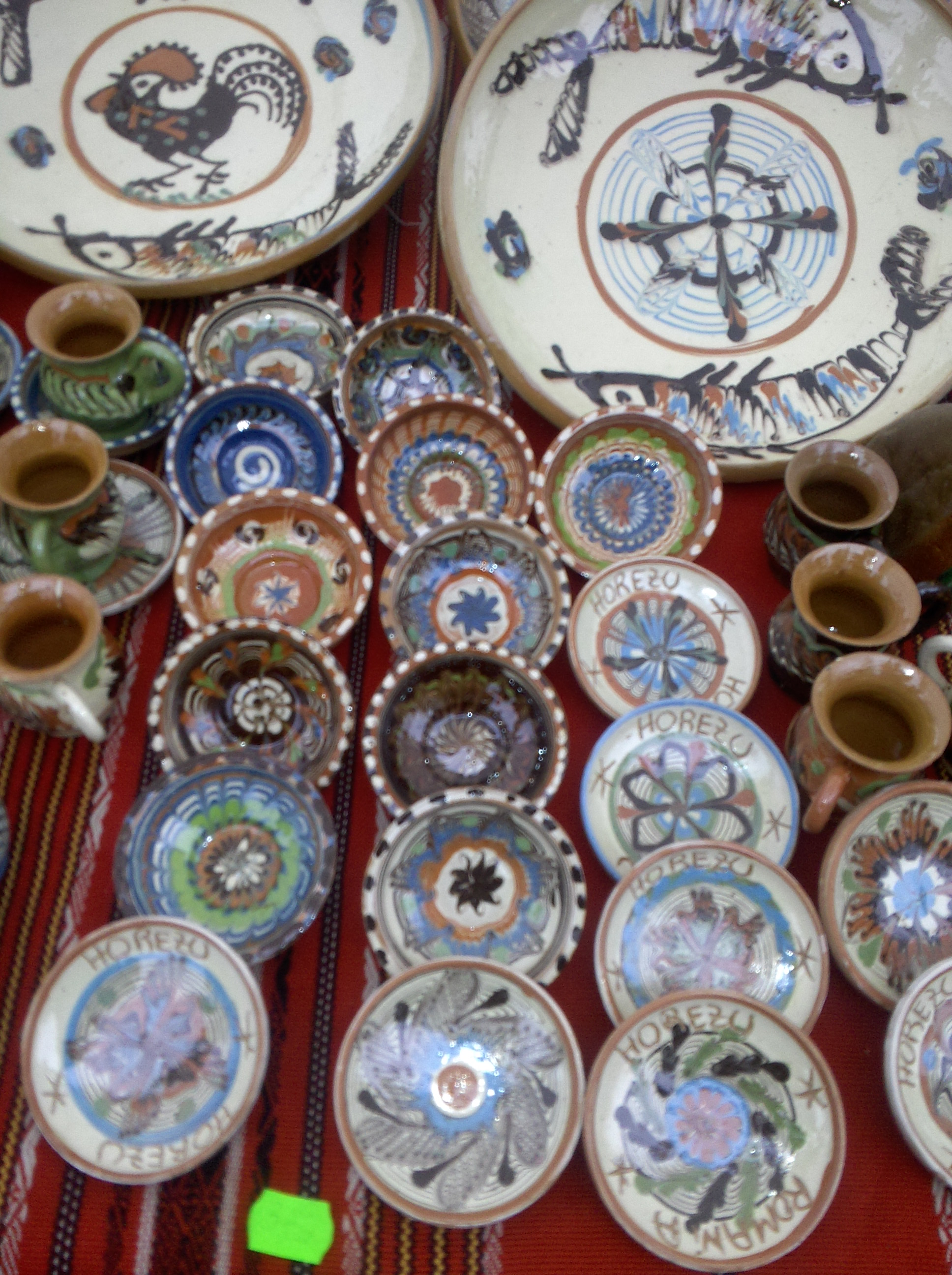
Vase de ceramică din Horezu
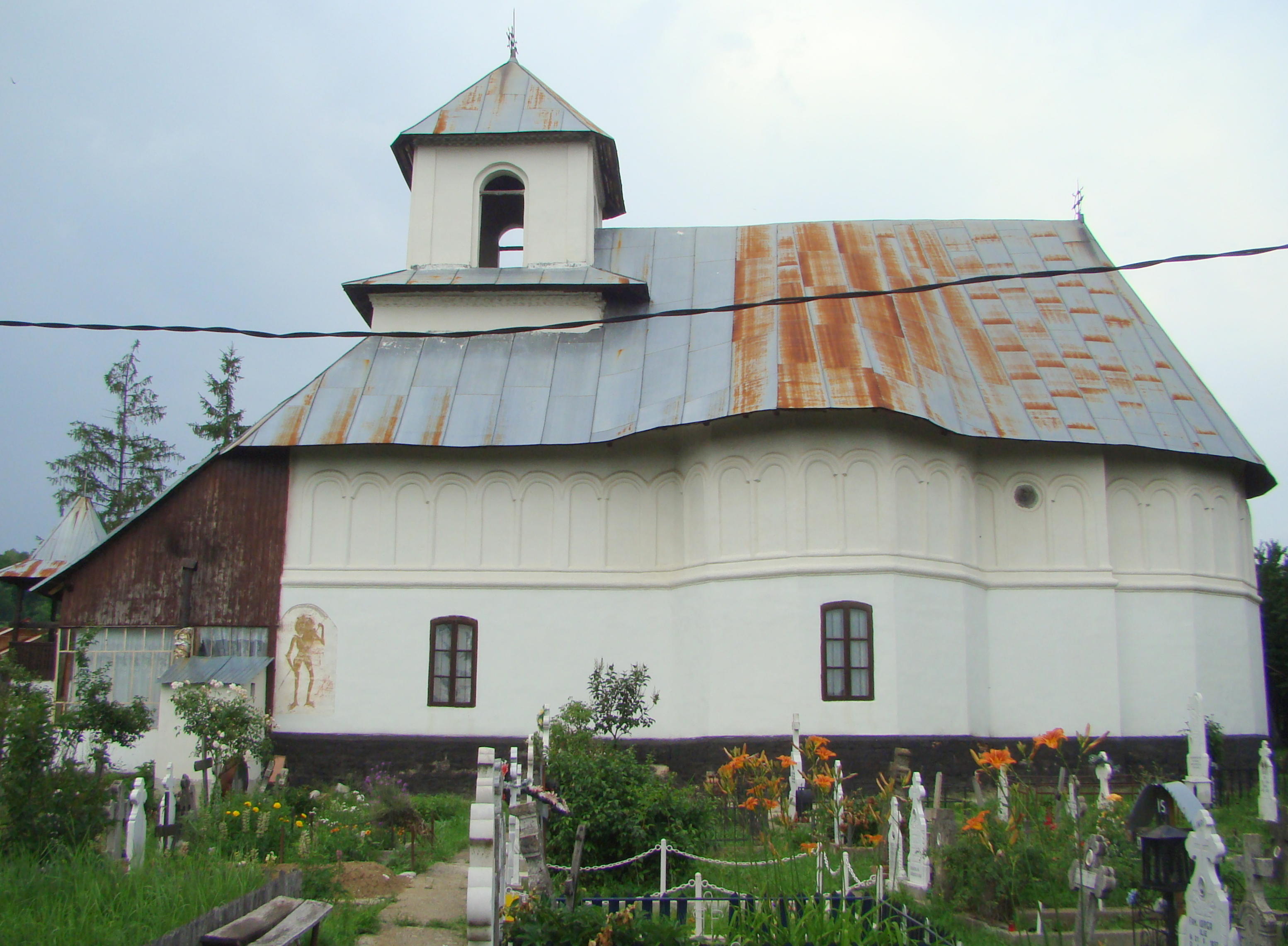
Biserica „Dumineca tuturor Sfinților” - Râmești din Dealu Bălăneștilor (monument istoric)
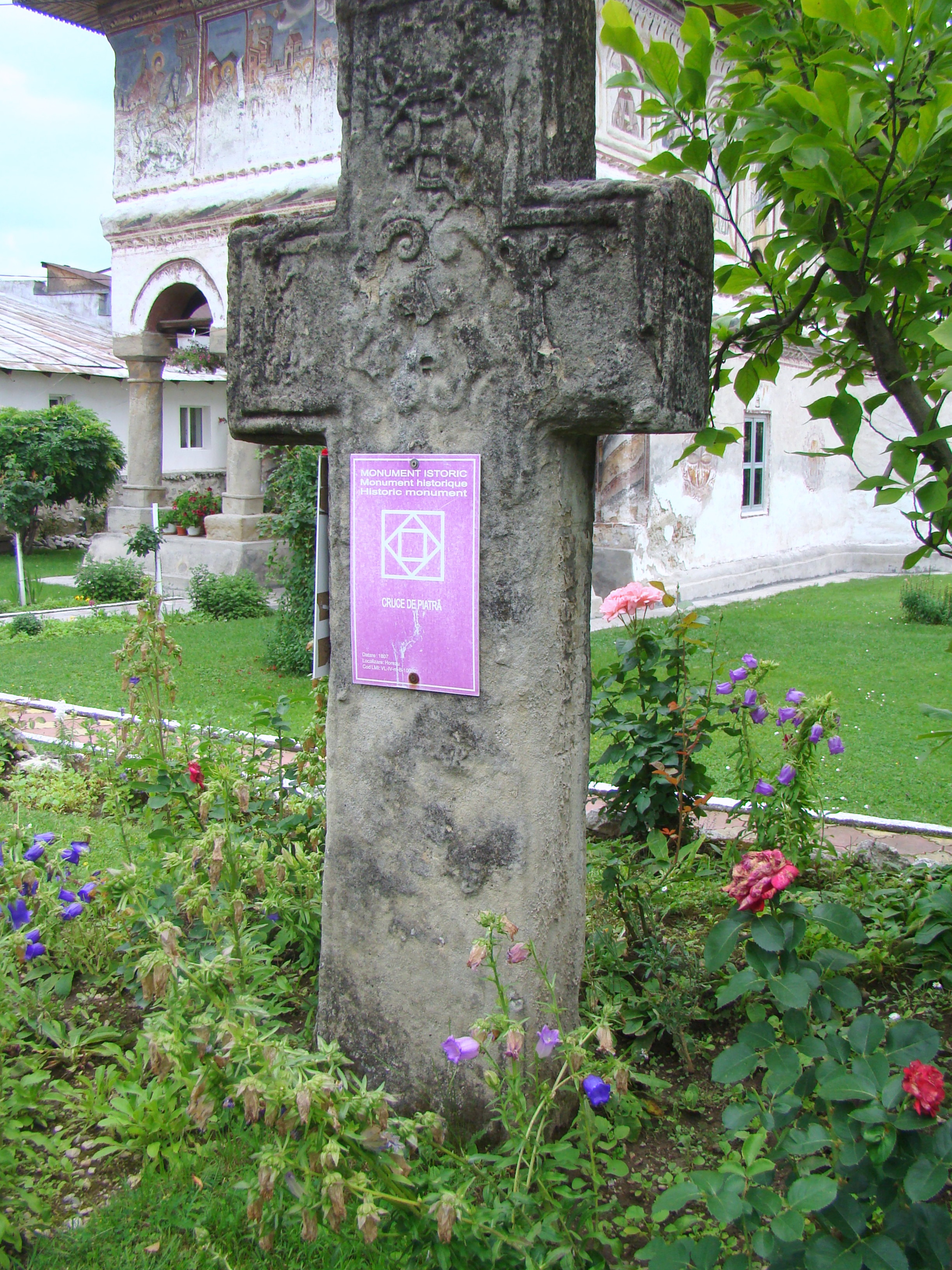
Crucea bisericii din târg (monument istoric)
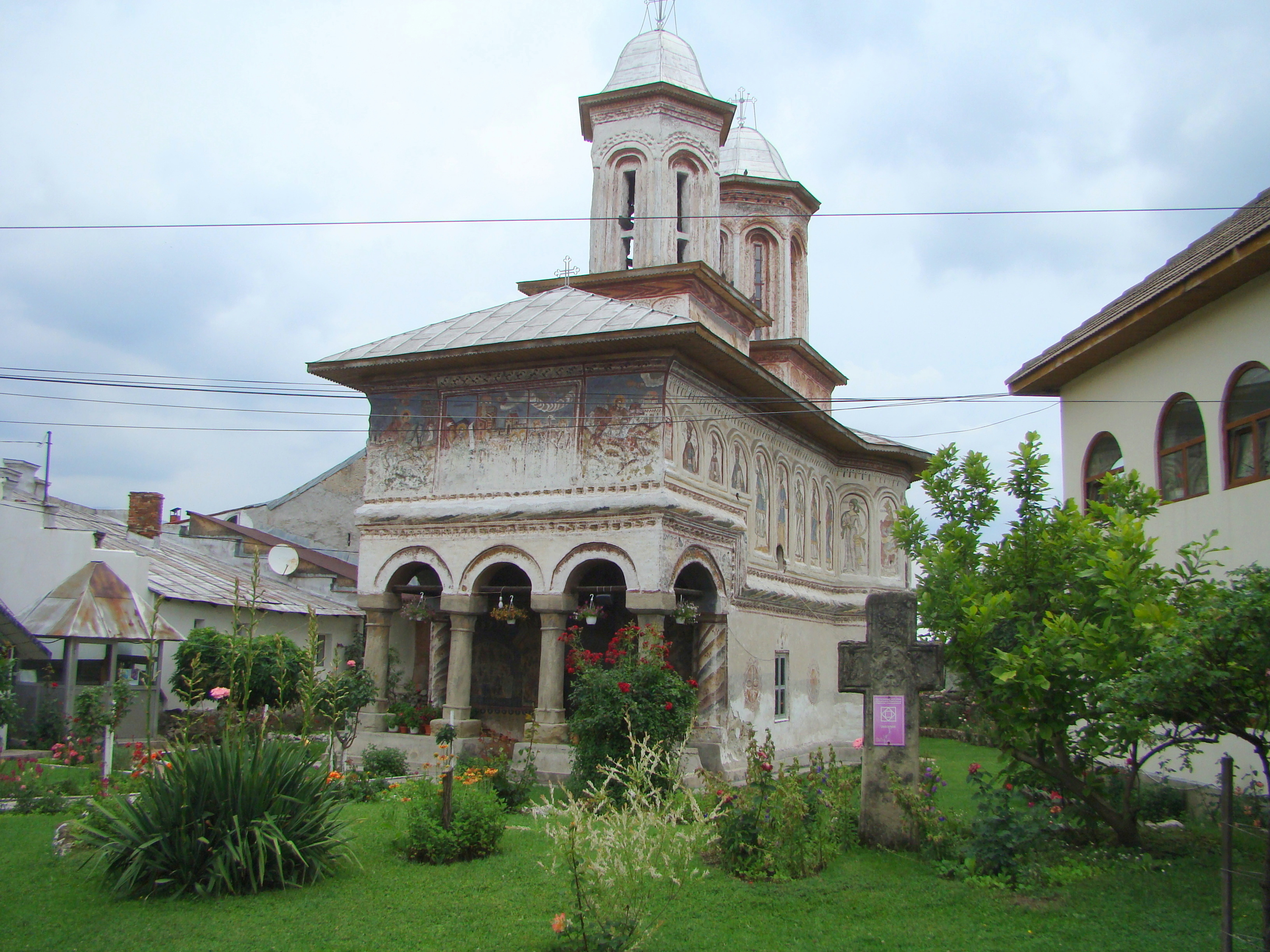
Biserica „Intrarea în Biserică”, „Sfântul Ioan Botezătorul” - Biserica din Târg, str. Constantin Brâncoveanu nr. 2 (monument istoric)

## Vezi și
- Biserica din Târg din Horezu
- Biserica Covrești din Horezu
- Biserica Dumineca Tuturor Sfinților din Râmești
- Biserica Sfinții Îngeri din Romanii de Jos
- Biserica Bolniței Mănăstirii Hurezi
- Biserica „Intrarea în Biserică” și „Sfântul Ioan Botezătorul” din Urșani

## Personalități
- Lazăr Comănescu, diplomat și profesor universitar
- Mircea Jida, actor